# Poecilopharis lachaumei
Poecilopharis lachaumei är en skalbaggsart som beskrevs av Allard 1995. Poecilopharis lachaumei ingår i släktet Poecilopharis och familjen Cetoniidae. Inga underarter finns listade i Catalogue of Life.